# Yuri Queiroga
Yuri Queiroga é um compositor, produtor musical e multi-instrumentista brasileiro.
Dentro os diversos álbuns já produzidos, Yuri esteve a frente do projeto Qual o Assunto Que mais Lhe Interessa? (2007), lançado pela cantora Elba Ramalho e ganhador do Grammy Latino. É sobrinho do cantor e compositor Lula Queiroga.

## Frevotron
Em abril de 2015, Yuri se junto ao seu pai, o saxofonista e maestro Spok, e o produtor e compositor DJ Dolores para formar o Frevotron. O lançamento do projeto foi feito com três apresentações durante a Caixa Cultura Rio de Janeiro. O projeto "é um lance experimental e improvisado. Tem eletrônica, guitarra e, agora, sax e frevo. Não pensamos muito em formatos. As coisas fluem naturalmente", diz Yuri.